# Palladianizmus
A palladianizmus európai építészeti irányzat a reneszánszon belül, ami Andrea Palladio itáliai építész (1508–1580) életművéből ered. A „palladiói” kifejezés általában olyan stílusú épületekre vonatkozik, amiket Palladio saját munkái inspiráltak. Nagy népszerűségnek örvendett a 16. századi Itáliában, főleg Venetóban, ahol munkáinak nagy részét alkotta. 

## Története
A stílus a 17. század közepén rövid időre népszerűvé vált Európában, különösen Angliában. Virágzását megszakította Angliában a polgárháború és az azt követő megszorítások. A 18. század közepén újra divatba jött. Már nemcsak Angliában, hanem Írországban és sok észak-európai országban is népszerű lett, így Poroszországban és Oroszországban is. Erre a későbbi stílusra a neopalladianizmus kifejezést használják. Mikor veszített jelentőségéből Európában, Észak-Amerikában újra népszerűvé vált, különösen a Thomas Jefferson által elképzelt épületeknél.
A stílust Európában a 19. században és a 20. század elején is alkalmazták a historizmuson belül, ahol gyakran volt jellemző a köz- és önkormányzati épületek tervezésében.

## Jellemzői

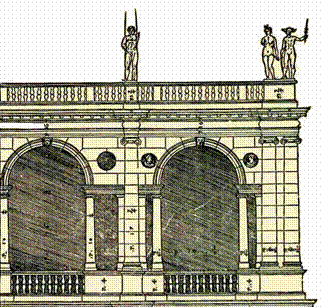
Palladio-motívum

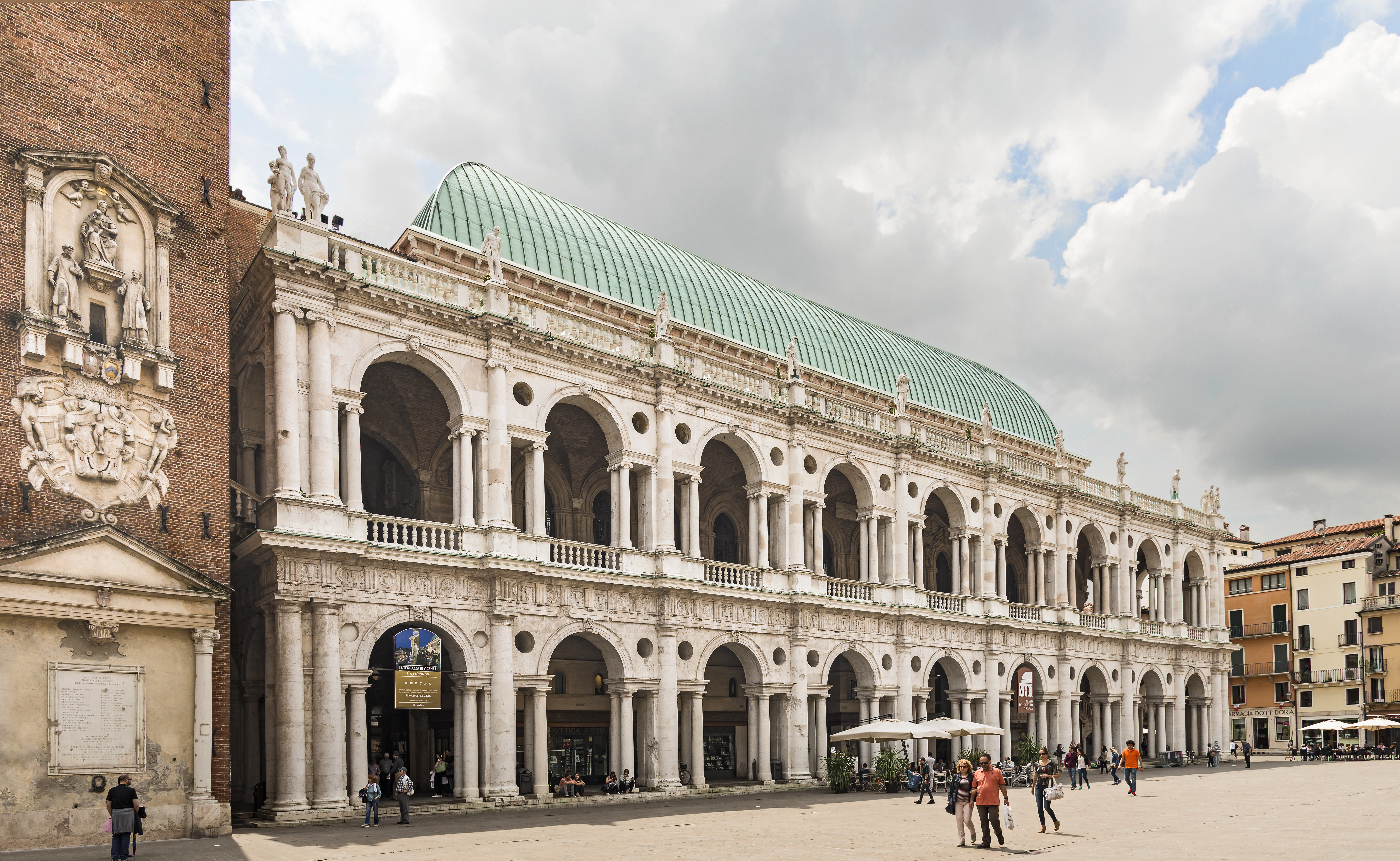
A Basilica Palladiana (Vicenza)

A palladianizmust sokan kapcsolatba hozták a klasszicizmussal, de valójában inkább a reneszánsz nagyon késői hajtásának tekintendő, mint erre Nikolaus Pevsner rámutatott Az európai építészet története c. munkájában.
Szorosan kötődik az ókori római építészethez, ezért csökkenti a homlokzat dekorációját, és tiszta, szigorú arányokra törekszik. Jellemzőihez tartozik a nagyoszloprend és a Palladio-motívum.
A palladio-motívumot másképp velencei ablaknak (vagy Angliában Serlio-motívumnak is) nevezik: 
falnyílás, amelynél az oszlopokon vagy a pilléreken álló ívnyílást két keskeny négyszögű nyílás keretezi, az utóbbiak gerendázata az ív boltvállának magasságában fut.